# Harbin Electric Corporation
Harbin Electric Corporation — китайская государственная компания, крупный производитель энергетического оборудования (наряду с Shanghai Electric Group и Dongfang Electric Corporation входит в тройку крупнейших китайских производителей оборудования для тепловых, атомных, ветряных и гидроэлектростанций). Основана в 1994 году, штаб-квартира и основные производственные мощности расположены в Харбине. 

## История
В основе современной компании лежат три харбинских завода, построенные с помощью СССР в 1930-х годах — Harbin Boiler, Harbin Electric Machinery и Harbin Turbine. В 1994 году Harbin Power Equipment Company была преобразована в Harbin Electric Company Limited.

## Дочерние компании
Главным активом Harbin Electric Corporation является акционерная компания Harbin Electric Company Limited, акции которой котируются на Гонконгской фондовой бирже. Она разрабатывает и производит оборудование для тепловых, атомных и гидроэлектростанций, а также турбины для кораблей и ветряных электростанций. В Harbin Electric Company занято 15,8 тыс. сотрудников.
70 % продаж Harbin Electric Company приходится на Китай, другими важными рынками сбыта являются ОАЭ, Пакистан, Турция, Бангладеш, Индонезия и Эквадор.
Другими дочерними структурами Harbin Electric Corporation являются Harbin Boiler Company, Harbin Turbine Company, Harbin Electrical Machinery Company, Harbin Power Engineering Company, Harbin Electric Power Equipment Company, Harbin Electric International Company, Jiamusi Electric Machine, Harbin Power Technology & Trade, Harbin Electric Corporation Finance Company. Совместное предприятие Harbin Electric Corporation и General Electric выпускает ветрогенераторы на заводе в Чжэньцзяне.

## Научно-исследовательские учреждения
- Национальный инженерно-исследовательский центр гидроэнергетического оборудования
- Национальный инженерно-исследовательский центр электрогенерирующего оборудования
- Национальный инженерно-исследовательский центр взрывозащитного электрооборудования
- Национальная лаборатория гидроэнергетики
- Национальная лаборатория высокоэффективных и чистых угольных энергетических котлов
- Инженерно-технологический исследовательский центр клапанов для электростанций
- Инженерно-технологический исследовательский центр насосов для АЭС
- Академическая рабочая станция паровых турбин
- Академическая рабочая станция высокоэффективных угольных котлов